# George Stack
George Stack KC*HS. (Cork, 9 de maio de 1946) é um clérigo católico romano irlandês e arcebispo-emérito de Cardiff.

## Formação e sacerdócio
George Stack nasceu na Irlanda, mas em 1951, sua família se estabeleceu em Londres. Ele completou seus estudos no St Aloysius College, em Highgate, e depois ingressou como seminarista no St Edmund’s College, Ware. Recebeu o Sacramento da Ordem para a Arquidiocese de Westminster em 21 de maio de 1972, pelo bispo auxiliar Victor Guazzelli, na Igreja de Santa Maria e São José, Poplar, Londres.
Após a ordenação, obteve um B.Ed. do St Mary's College em Strawberry Hill. Durante seus anos como cura em Hanwell e Wood Green, ele também serviu como capelão no Hospital St. Bernard, em Southall, e na Escola Cardinal Wiseman, em Greenford. Em 1983, padre George se tornou pároco de Nossa Senhora Auxiliadora em Kentish Town. De 1990 a 1993 foi Vigário Geral da Arquidiocese de Westminster. Em 1993, foi nomeado administrador da Catedral Metropolitana de Westminster, posição que ocupou até sua nomeação ao episcopado.

## Episcopado
Em 12 de abril de 2001, o Papa João Paulo II o nomeou Bispo Titular de Gemellae na Numídia e bispo auxiliar de Westminster. O Arcebispo de Westminster, Cardeal Cormac Murphy-O'Connor, o consagrou em 10 de maio do mesmo ano, na Catedral de Westminster; os co-consagradores foram o Bispo Auxiliar Emérito de Westminster, Victor Guazzelli, e o Bispo de Leeds, David Every Constant.
Foi Presidente do Departamento Diocesano de Educação e Formação e tinha responsabilidade pastoral pelos Decanatos em Hertfordshire. Além de suas responsabilidades diocesanas, Monsenhor Stack atuou como presidente do conselho administrativo do St Mary's University College, em Twickenham; governador do Heythrop College, na Universidade de Londres, e como membro do conselho do St John & St Elizabeth's Hospital, em Londres.
Em 19 de abril de 2011, o Papa Bento XVI o nomeou a Arcebispo de Cardiff. A posse ocorreu em 20 de junho do mesmo ano e recebeu o pálio do papa em Roma em 29 de junho.
Monsenhor Stack, na Conferência Episcopal da Inglaterra e País de Gales, foi presidente do Departamento de Vida Cristã e Culto da Conferência Episcopal e também presidente do Comitê de Patrimônio. Ele representa os bispos na ICEL (Comissão Internacional sobre Inglês na Liturgia). É um dos vice-presidentes do National Churches Trust.
Em 11 de julho de 2019, foi também nomeado Administrador Apostólico da diocese de Menevia; permaneceu nessa posição até 23 de junho de 2022. Em 27 de abril de 2022, o Papa Francisco aceitou a renúncia de George Stack por motivos de idade. O Arcebispo Mark O'Toole lhe sucedeu nessas duas funções.
George Stack é Cavaleiro da Grã-Cruz (KC*HS) da Ordem Equestre do Santo Sepulcro de Jerusalém. Ele também é Cavaleiro Eclesiástico da Grande Cruz da Graça da Sagrada Ordem Militar Constantiniana de São Jorge, na qual ingressou em 2001, tendo atuado como sub-prior da Delegação Britânica e Irlandesa da Ordem.